# Boško Janković
Boško Janković (Belgrado, Serbia, 1 de marzo de 1984) es un exfutbolista serbio. Jugaba de volante y se retiró en 2016.

## Selección nacional
Ha sido internacional con la Selección de fútbol de Serbia, ha jugado 25 partidos internacionales y ha anotado 5 goles.

## Clubes
| Club                      | País   | Año           |
| ------------------------- | ------ | ------------- |
| Estrella Roja de Belgrado | Serbia | 2002 - 2003   |
| Jedinstvo Ub              | Serbia | 2003 - 2004   |
| Estrella Roja de Belgrado | Serbia | 2004 - 2006   |
| Real Mallorca             | España | 2006-2007     |
| US Palermo                | Italia | 2007-2008     |
| Genoa CFC                 | Italia | 2008-2013     |
| Hellas Verona (cedido)    | Italia | 2013-presente |

- Datos: Q332675
- Multimedia: Boško Janković / Q332675